# Llaneros Fútbol Club
Maillots
Actualités
Dernière mise à jour : 11 juin 2025.
Le Llaneros FC (ou Llaneros Fútbol Club) est un club colombien de football, basé à Villavicencio. Le club évolue en Primera A (première division).

## Joueurs notables
- Roberto Polo